# Frederick Delius
Frederick Theodore Albert Delius, właśc. Fritz Delius (ur. 29 stycznia 1862 w Bradford, zm. 10 czerwca 1934 w Grez-sur-Loing) – angielski kompozytor.

## Życiorys
Urodzony w Bradford, jako czwarte z czternastu dzieci w rodzinie emigrantów pochodzących z niemieckiego Bielefeld. Jego ojciec, Julius, był potentatem w produkcji wełny. Frederick ukończył Bradford Grammar School (1874–1878), następnie przez dwa lata uczęszczał do International College w pobliżu Londynu oraz spędził kilka lat, pracując w przedsiębiorstwie ojca. W młodości pobierał lekcje gry na skrzypcach i fortepianie.
W 1884 uzyskał zgodę ojca na wyjazd na Florydę, gdzie prowadził plantację pomarańczy. Jednocześnie kształcił się muzycznie. Po latach uzyskał zgodę ojca na wstąpienie do konserwatorium w Lipsku, gdzie studiował w latach 1886–1888. Po ukończeniu studiów, zamieszkał w Paryżu, gdzie powstawały jego pierwsze dzieła operowe i orkiestrowe. Jego dzieła zostały spopularyzowane w Europie przez Hansa Hayma i Juliusa Buthsa. W 1903 Delius poślubił malarkę Jelkę Rosen. Małżonkowie zamieszkali w Grez-sur-Loing w pobliżu Fontainebleau. Początek XX wieku to bardzo płodny okres w twórczości Deliusa, większość dzieł popularyzował dyrygent Thomas Beecham. W latach 20. XX wieku Delius zaprzestał komponowania z powodu utraty wzroku. Zmarł w 1934 w Grez-sur-Loing. Tam też został pochowany, jednak w maju 1935 roku prochy kompozytora przeniesiono do Limpsfield.
W 1929 roku odznaczony został Orderem Towarzyszy Honoru.

## Twórczość

### Wczesne dzieła, 1887–1899
- 1887: Florida Suite
- 1890–92: (Opera) Irmelin
- 1893–95: (Opera) The Magic Fountain
- 1895–97: (Opera) Koanga
- 1897: Folkeraadet
- 1897: Koncert na fortepian i orkiestrę
- 1899: Paris: The Song of a Great City

### Okres środkowy 1900–06
- 1900–01: (Opera) A Village Romeo and Juliet
- 1902: (Opera) Margot-la-Rouge
- 1903: Appalachia: Variations on a Slave Song
- 1903–04: Sea Drift
- 1904–05: A Mass of Life (słowa Friedrich Nietzsche)
- 1906: Koncert na fortepian i orkiestrę
- 1906–07: Songs of Sunset (słowa Ernest Dowson)

### Okres dojrzały, 1907–24
- 1907: Brigg Fair
- 1908: In a Summer Garden
- 1909–10: (Opera) Fennimore and Gerda
- 1911: An Arabesque
- 1911: A Song of the High Hills
- 1911–12: Summer Night on the River
- 1911–12: On Hearing the First Cuckoo in Spring
- 1912: Life's Dance
- 1913–14: North Country Sketches
- 1914: Sonata na skrzypce i fortepian No. 1 (zapoczątkowana 1905)
- 1914–16: Requiem
- 1915: Double Concerto na skrzyce, wiolonczelę i orkiestrę
- 1916: Koncert na skrzypce i orkiestrę
- 1916: Dance Rhapsody No. 2
- 1916: String Quartet
- 1916: Sonata for cello and piano
- 1917: Eventyr (Once Upon a Time)
- 1918: A Song Before Sunrise
- 1920–23: (Incidental music) Hassan
- 1921: Koncert na wiolonczelę i orkiestrę
- 1923: Sonata na skrzypce i fortepian No. 2

### Ostatnie dzieła
- 1929–30: A Song of Summer
- 1930: Sonata na fortepian i skrzypce No. 3
- 1930: Songs of Farewell (słowa Walt Whitman)